# Église Saint-Saturnin de Marmanhac
Pour les articles homonymes, voir église Saint-Saturnin.
L'église Saint-Saturnin est une église située en France sur la commune de Marmanhac (Cantal), en région Auvergne-Rhône-Alpes.

## Historique
Un prieuré dépendant de l’abbaye d’Aurillac existait au XIIe siècle. De cette époque subsistent la crypte et des bases de piliers. Le clocher-mur date probablement du XIIIe siècle. L’église fut reconstruite à la fin du XIVe ou au début du XVe siècle. Le décor intérieur a été refait en 1913.

### Protection
L'église est inscrite au titre des monuments historiques par arrêté du 9 juin 1992.

## Description
L’église, de style gothique méridional, comprend une nef surbaissée, un chœur à chevet polygonal précédé d’une longue travée, et six chapelles latérales aujourd’hui communicantes. L’accès à la crypte se fait par une excavation dans la première travée nord.